# ميزوبوتاميا (مقاطعة رومانية)

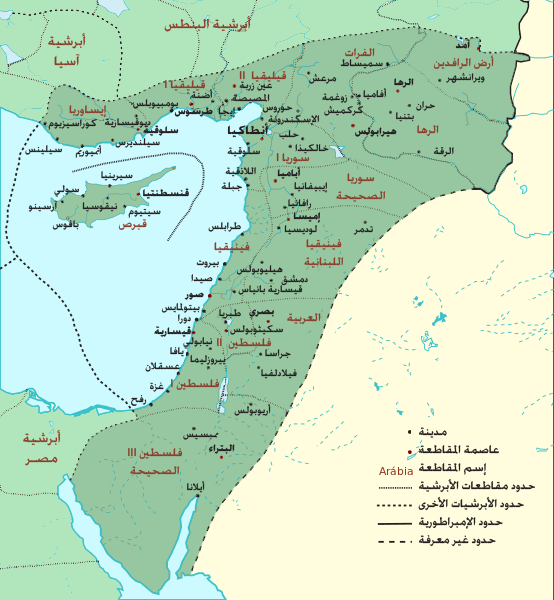
الأبرشية المشرقية في عام 400 م، حيث ضُمت إليها أجزاء من شمال بلاد الرافدين لتكون إحدى مقاطعاتها.

ميزوبوتاميا أو وادي الرافدين (باللاتينية: Mesopotamia) كان اسمًا لاثنتين من المقاطعات الإمبراطورية الرومانية في بلاد الرافدين، إحداها ظهرت لفترة قصيرة أثناء حكم الإمبراطور تراجان بين عاميّ 116 و 117 م، والأخرى أسّسها الإمبراطور سيبتيموس سيفيروس حوالي العام 198 م، والتي وقعت تحت حكم كل من الرومان والساسانيين في فترات مختلفة، حتى الفتح الإسلامي في القرن السابع.

## مقاطعة تراجان

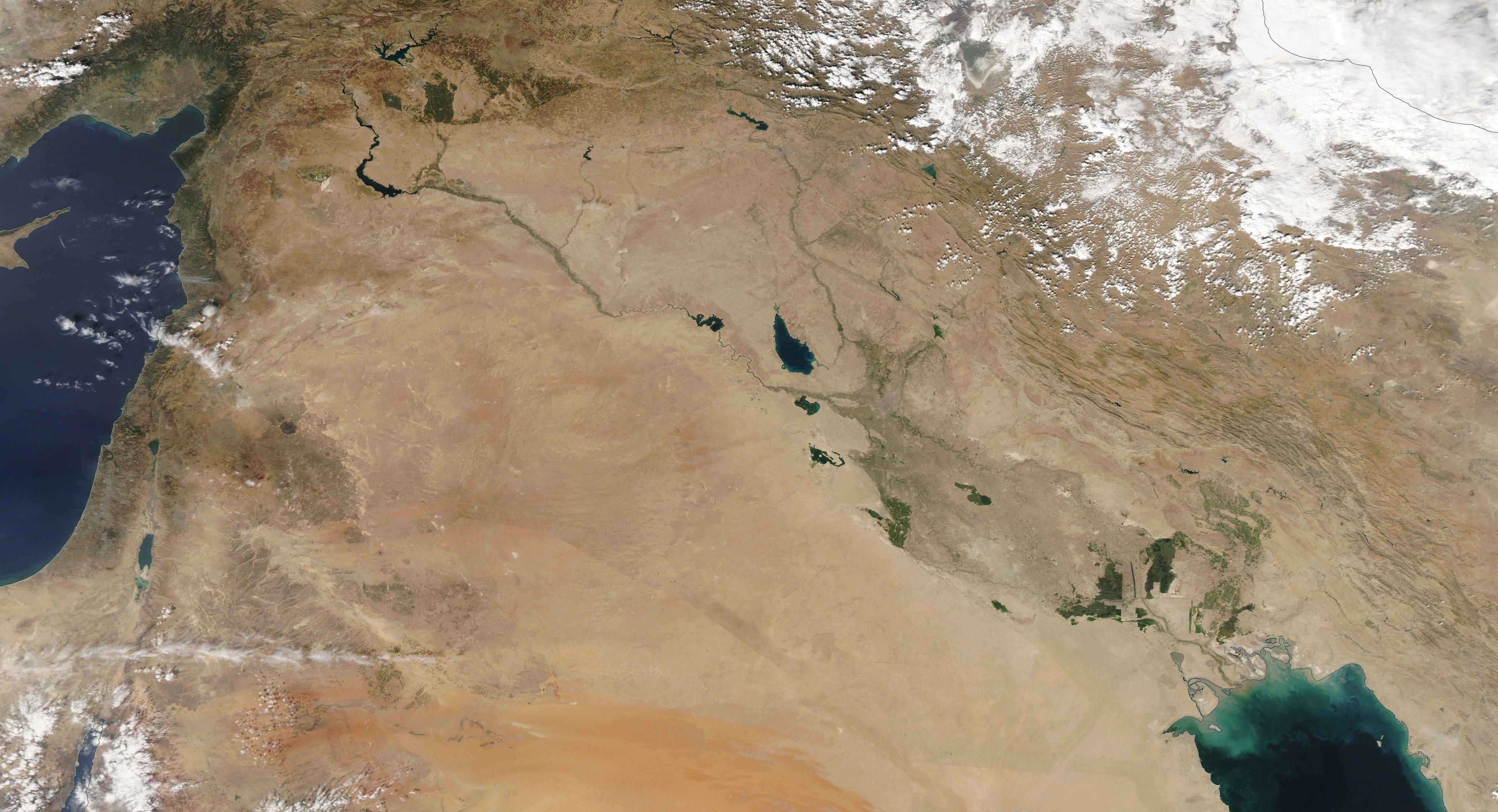
ميزوبوتاميا 9 أكتوبر 2020

قام الإمبراطور تراجان في عام 116 بغزو الإمبراطورية البارثية الواقعة أقصى شرق الإمبراطوريّة الرومانيّة، فاحتل أجزاءًا من أرمينيا وشمال بلاد الرافدين، ثم توجه بعد ذلك ليضم باقي أرض الرافدين، فعبر نهر دجلة ليحتل مدينة حدياب، ويضمّها لمقاطعة أخرى، هي آشور. تعمّق تراجان في أراضي البارثيين، حتى احتل واحدة من أعظم مدنهم، وهي سوسة، في أقصى جنوب المنطقة. إلاّ أن هذه الفتوحات لم تستمر، حيث تُوفيَ تراجان بعد عام، ليليه الإمبرطور هادريان، الذي انسحب من معظم تلك المناطق التي فتحها سابقه، ويكتفي بالمناطق المحاذية لنهر الفرات، ولتكون الحدود الشرقيّة للإمبراطوريّة الرومانيّة في عهده.

## وصلات خارجية
- خريطة تظهر سيطرة هادريان على المناطق الرومانية